# Geltwil
Geltwil is een gemeente en plaats in het Zwitserse kanton Aargau en maakt deel uit van het district Muri.
Geltwil telt 194 inwoners.